# Грушевахский сельский совет (Харьковская область)
Грушевахский сельский совет — входит в состав Изюмского района Харьковской области Украины.
Административный центр сельского совета находится в селе Грушеваха.

## История
- 1927 — дата образования.

## Населённые пункты совета
- село Грушеваха
- село Степок